# Rafael Rangel
Rafael Rangel (Betijoque, estado Trujillo, Venezuela; 25 de abril de 1877-Caracas; 20 de agosto de 1909) fue un científico e investigador venezolano, que se dedicó al estudio de las enfermedades tropicales. Es considerado el padre de la parasitología y el bioanálisis en Venezuela. Célebre por ser el primero en descubrir en su país natal el Necator americanus, parásito causante de la anquilostomiasis, entre los años 1903 y 1904. Como investigador, Rangel contribuyó en gran medida a dar soluciones a problemas sanitarios de su época.
En 1902, fue nombrado primer director del laboratorio de histología y bacteriología del Hospital Vargas. En 1908, tras petición del presidente Cipriano Castro, se encargó de la campaña sanitaria para erradicar la peste bubónica en La Guaira, y un año después, luego de caer en depresión por varios problemas surgidos durante la peste y —probablemente— por la negativa a una anhelada beca en el extranjero, se suicidó con cianuro.

## Biografía

### Estudios de medicina
En septiembre de 1896, después de haber culminado su bachillerato, viajó a la ciudad de Caracas con el propósito de estudiar medicina en la Universidad Central de Venezuela (UCV). Se inscribió en los cursos de anatomía, histología, bacteriología, física y química médica en dicha universidad. Culminó su primer año satisfactoriamente «con notas sobresalientes», y se matriculó en el segundo año de medicina. Además de ello, tomó parte en el concurso de externos del Hospital Vargas, en el que los estudiantes debían realizar una tesis del hueso coxal, y obtuvo la segunda mejor puntuación del concurso. Sin haber cursado el tercer año de medicina, Rangel decidió retirarse de la universidad, por motivos «no bien dilucidados».

### Primeros pasos en el campo de la investigación (1900-1901)
Rangel, mientras estudiaba el segundo año de medicina en la UCV, recibía lecciones de clínica médica por parte del doctor Santos Aníbal Dominici en el Instituto Pasteur de Caracas en 1900, que le permitió destacarse en el campo de la bacteriología y la microbiología. Él además sirvió como asistente de Dominici en sus tareas diarias en el Hospital Vargas, que le ayudó a obtener los conocimientos prácticos de la medicina; a partir de ello, se integró a la disciplina del laboratorio. Entre tanto, Rangel sufrió tuberculosis pulmonar, y para su recuperación Dominici recomendó que volviera a su pueblo natal hasta su recuperación. Luego de haber superado la enfermedad, Rangel regresó a Caracas y se reincorporó nuevamente a sus labores. A principios de 1897 fue nombrado asistente del laboratorio del Dr. José Gregorio  Hernández, quien fue también uno de sus mentores; Rangel complementó sus conocimientos sobre laboratorio al formar parte de las cátedras dirigidas por Hernández, en las que aprendió a «conocer las técnicas de la parasitología microscópica, la coloración de microorganismos, la elaboración de medios de cultivo y la inoculación de gérmenes patógenos en animales de laboratorio», investigaciones bastante avanzadas para la época. En 1901, ya familiarizado con las técnicas de microbiología, inició sus investigaciones sobre la estructura y fisiología del sistema nervioso, tras sugerencias del doctor Hernández, que se convirtió en el trabajo publicado de Rangel. Asimismo, a menudo solía realizar autopsias y estudiar microscópicamente la anatomía del cuerpo humano, principalmente los órganos y tejidos.

### Director del laboratorio del Hospital Vargas (1902-1909)
El 18 de febrero de 1902, Rangel fue nombrado primer director del laboratorio de histología y bacteriología del Hospital Vargas, función que cumplió hasta su muerte en 1909. Para su asignación, el laboratorio no contaba con muchos equipos, ya que estaba recién creado. Sin embargo, con la ayuda del presidente de ese entonces, Cipriano Castro, equipó el laboratorio con microscopios y otros insumos. Allí siguió con sus investigaciones acerca de la parasitología y, además, utilizó como consultorio para dar soluciones terapéuticas. Entre 1904 y 1909 fue tutor de un total de dieciséis tesis médicas, basadas principalmente en técnicas de laboratorios y de medicina experimental.

### Aportes a la ciencia (1903-1907)

#### Necator americanus
En 1903 Rangel inició, en el laboratorio que dirigía, sus investigaciones acerca de una enfermedad que causaba una gran disminución del número de glóbulos rojos en la sangre, palidez general de la piel y mucosas, principalmente notable en los labios, encías y conjuntivas,  además de cansancio, vértigo y cefaleas. Los enfermos mayormente provenían de comunidades rurales de Caracas y de localidades adyacentes como Guarenas, Petare, Santa Lucía y Ocumare del Tuy. Tras analizar la sangre de los pacientes, descubrió cuadros clínicos característicos de la anemia, y en las heces huevos de parásitos.
Luego de practicar autopsia a uno de sus pacientes, descubrió variados trastornos gastrointestinales y gusanos adheridos a la mucosa intestinal, que identifica como anquilostomiasis. Al realizar un examen analítico minucioso de los gusanos, dedujo que no se trataba de Ancylostoma duodenale sino de una nueva especie. Sin embargo, meses más tarde de haber descubierto la otra especie, Necator americanus parásito que causa la Anquilostomiasis, se enteró de que ya había sido hallado por un estadounidense llamado Stiles. Su análisis permitió dar con el tratamiento de dicha enfermedad en su país natal, descubrimiento por el cual es elogiado como el padre de la parasitología y el bioanálisis en Venezuela.

#### Otros hallazgos
Para finales de 1904 se trasladó a los llanos venezolanos, donde logró establecer la causa del parásito Trypanosoma evansi, conocida popularmente como la «derrengadera» o «peste boba», tras encontrar tripanosomas en la sangre de caballos. Posteriormente, en 1906 y 1907, viajó a Coro y dio con el diagnóstico preciso del Ántrax. Además investigó el agente infeccioso del Bacillus anthracis en los cueros de los mataderos de Valencia y en las cabras y ovejas de Coro. Por otro lado, también realizó investigaciones entomológicas con zancudos en Caracas.

### Últimos años (1908-1909)

#### Peste bubónica en La Guaira
En marzo de 1908, un doctor en La Guaira observó un caso médico que diagnosticó como «peste bubónica», que al ser informado a Cipriano Castro, quien para ese entonces desempeñaba el cargo de presidente de Venezuela, y por sugerencia de un miembro de su gabinete, envió a Rangel a investigar y dar solución a esta atroz enfermedad, que rápidamente se convirtió en el foco de atención para toda población venezolana. Llegó a La Guaira el 20 de marzo y de una vez le fueron presentados dos enfermos con fiebre y bubones, con evolución de catorce y diecinueve días respectivamente. El equipo médico encargado de la contingencia sanitaria. El primer análisis para diagnosticar la misteriosa enfermedad, no arrojó resultados. Asimismo se realizó exámenes a animales que se encontraban asintomáticos. Dedujo que no se trataba de peste bubónica, ya que al principio no pudo identificar el bacilo causante de la enfermedad, y se avisa que no había ninguna peste. Sin embargo, para mediados de abril seguían apareciendo personas infectadas en La Guaira, por lo que al enterarse, decidió ir a dicha ciudad nuevamente y, tras volver a examinar las muestras, le dio a conocer al presidente que encontró el bacilo específico de la temida enfermedad, que efectivamente era bubónica.
Con el fin de erradicar la peste, se vio en la necesidad de pedir la quema de los ranchos de las personas afectadas que, según Rangel, el presidente Castro se encargaría de su indemnización. Por otro lado, se cerró el Puerto de La Guaira, y se tomaron diversas medidas para que la enfermedad no se propagara otras ciudades como Caracas, como la cacería de ratas. Para mediados de mayo, la peste casi había sido erradicada y se abre nuevamente el puerto. En julio fueron dados de alta los últimos pacientes. A fines de noviembre de ese mismo año, Castro viajó a Europa para someterse a una intervención quirúrgica, y el general Juan Vicente Gómez aprovechó y dio un golpe de Estado, tras ello asumió la presidencia del país. La quema de los ranchos y el cambio de gobierno, le causaron a Rangel muchos problemas, ya que no contaba con los recursos para la construcción de las casas, y además era acusado por Gómez de malversar los fondos que Castro había asignado para la campaña sanitaria. Por otra parte, recibió quejas por no haber diagnosticado a tiempo la peste. Los dueños de los ranchos quemados fueron a su laboratorio en Caracas y comenzaron a presionar a Rangel para la construcción de sus viviendas. Para colmo, le fue negada una beca para ir a estudiar medicina tropical en Europa, según por el color moreno de su piel. Estos postreros acontecimientos le causaron una «fuerte depresión psíquica». A pesar de su profundo decaimiento, Rangel continuó con sus investigaciones; realizó un análisis para explicar la causa de la enfermedad del banano.

## Vida personal

### Juventud y educación
Rafael Rangel nació el 25 de abril de 1877 en el barrio El Arenal de la ciudad venezolana de Betijoque en el estado Trujillo. Hijo de Eusebio Rangel Moreno y Teresa Estrada, quien murió el 29 de octubre de 1877, seis meses después de su nacimiento, por lo que pasó sus primeros meses al cuidado de su tía y madrina Ramona Estrada. Su padre, quien nació en año 1854, se dedicó al comercio y la fabricación de tabacos. A inicios de septiembre de 1878, su padre se casó y junto con su esposa María Trinidad Jiménez lo crio. Tuvo siete hermanos por parte de su padre; tres del matrimonio con Jiménez. Su familia era relativamente acomodada, por los negocios de Eusebio.
Rangel fue, desde niño alumno aplicado; asistió a una escuela federal en Betijoque, donde recibió instrucción y educación por el educador Enrique Flores. Cuando joven tuvo vocación sacerdotal, por lo que su padre lo envió al Seminario Diocesano de Mérida, donde vio clases de teología. Posteriormente se fue a Maracaibo e ingresó en el Instituto Maracaibo. Seguidamente se inscribió en el curso de francés de la Universidad del Zulia, y se graduó de Bachiller en Filosofía a los diecinueve años, en 1896.

### Relación e hijos
En el año 1904, Rangel comenzó una relación amorosa con Ana Luisa Romero, con quien tuvo dos hijos: Ezequiel en 1905, su primogénito, y Consuelo, nacida en 1907.

### Muerte
Rangel estuvo distraído y atontado todos los últimos días de su vida. Un día antes de su muerte, invitó a estudiantes del Hospital Vargas a una ponencia, la cual se convertiría su último trabajo científico. Mientras intentaba explicar las láminas acerca de la Micetoma a través del microscopio, tuvo una recaída, y empezó a llorar.
Finalmente, en la tarde del 20 de agosto de 1909, Rangel se dirigió a su laboratorio y realizó una mezcla de cianuro de potasio y vino y posteriormente la ingirió. Cerca del laboratorio se encontraban los doctores Domingo Luciani, José Rivas y J. M. Salmeron Olivares, quienes al escuchar gritos de agonía provenientes de dicho lugar, corren a ver que pasaba y consiguen a Rangel agonizando. Luciani le pregunta qué había bebido y respondió: «cianuro potásico». Pero minutos después tras sus esfuerzos para salvarle la vida, fallece a los treinta y dos años.

#### Restos mortales
Sus restos mortales fueron embalsamados por el doctor Razetti y velados en la capilla del Hospital Vargas, e iban a ser inhumados el 21 de agosto en Cementerio General del Sur, sin embargo, tras caer una fuerte lluvia se postergó para el día siguiente; aunque de igual forma su registro de sepultura aparece con fecha de 21 de agosto de 1909.
Durante el mandato de Raúl Leoni, el senador Servio Tulio León realizó una solicitud ante el Congreso de la República para rendir honores a los restos de Rangel en el Panteón Nacional, en Caracas. Luego de varios años de haber propuesto la exhumación, finalmente en el año 1977 fue aprobada su solicitud en el mandato de Carlos Andrés Pérez. El 20 de agosto de 1977, con motivo del centenario de su natalicio, se llevó a cabo su inhumación en el Panteón Nacional, después de haber sido trasladado desde Betijoque por vía aérea hasta Maiquetía, según decreto N.º 2104 de fecha de 29 de marzo de 1977, publicado en Gaceta Oficial N.º 31211 del 11 de abril de 1977.

## Trabajos científicos y documentos
- Teorías del sistema nervioso (1901)
- Etiologías de ciertas anemias graves en Venezuela
- La anquilostomiasis en Venezuela
- Estudios sobre Anquilostomo Duodenal
- La Uncinaria Americana Stiles (1904)
- Larvas cutículas de América
- Nota preliminar sobre la peste boba y la derrengadera de los equídeos de los Llanos de Venezuela (1905)
- Apuntaciones bibliográficas. Contribución al estudio de la fiebre amarilla en Venezuela, por Juan Manuel Iturbe, interno del Hospital Vargas
- Informe presentado por la comisión encargada de analizar los casos de tuberculosis tratados por el suero de Maragliano en el Hospital Vargas
- Primeras observaciones experimentales sobre el carbunclo bacteridiano de Venezuela I y II. El grito de las cabras
- Nota sobre la Bronquitis Vertiginosa de los bovinos
- Notas sobre el Tratamiento quirúrgico de la forma bubónica de la peste

## Reconocimientos
El 2 de noviembre de 1999 la Universidad Fermín Toro de Barquisimeto estado Lara, consideró que era su deber rendir homenaje "al primero y quizás único investigador venezolano de principios de siglo" (Dr.Marcel Roche, 1978), por lo que le confieren el título de doctor honoris causa (Post mortem), enviando copia del acuerdo a la Academia Nacional de Medicina, al Consejo Municipal de Betijoque y a los familiares del Sabio Rafael Rangel para que acudiesen al acto solemne del conferimiento que se realizó el 18 de noviembre de 1999.
Epónimos

#### Instituciones
- Instituto Nacional de Higiene Rafael Rangel (Caracas, Distrito Capital)
- Núcleo Universitario Rafael Rangel (Trujillo, Estado Trujillo)
- Liceo Rafael Rangel (Valera, Estado Trujillo)
- Liceo Instituto Rafael Rangel (San José de Guanipa, Estado Anzoategui)
- Hospital Doctor Rafael Rangel (Boconó, Estado Trujillo)
- Hospital Rafael Rangel dependen (Yaritagua, Estado Yaracuy)
- Hospital Rafael Rangel (parroquia Unión, Barquisimeto, Estado Lara)

#### Lugares
- Municipio Rangel del Estado Trujillo (1977)
- Plaza Rafael Rangel, Caracas, Venezuela
- Plaza Rafael Rangel, Barquisimeto, Venezuela

#### Hallazgos
- Trypanosoma rangeli (1920, Enrique Tejera)[7]
- Lutzomyia rangeliana (1952, Ortiz)[9]

### Conmemoración
A partir del año 1950, se instituyó en Venezuela el 25 de abril el Día del Bioanalista en honor a su natalicio.